# Czasopodobna nieskończoność
Czasopodobna nieskończoność (tyt. oryg. Timelike Infinity) – powieść fantastyczna autorstwa Stephena Baxtera wydana w 1992 roku i nominowana w 1992 do nagrody imienia Arthura C. Clarke’a. Jest drugą powieścią z serii Xeelee Sequence.

## Streszczenie utworu

### Okupacja qaxańska
Akcja rozrywa się w kilku punktach czasu. Na początku opisywany jest świat z tysięcy lat w przyszłość. Ludzie zostali podbici przez qaxów. Cywilizacja istot zbudowanych z komórek konwekcyjnych cieczy. Władają oni w kilku systemach gwiezdnych w znanym ludziom kosmosie.
Ludzie spotkali kilka innych ras, w tym zdumiewająco zaawansowanych Xeelee. Jest to druga okupacja Ziemi. Pierwszej dokonała rasa Squeem, ale ludziom udało się z niej wyzwolić.

### Bunt ludzi
Urządzenie zbudowane przez ludzi, prototyp maszyny czasu, wraca do układu słonecznego po 1500 latach, ciągnięte przez statek kosmiczny Cauchy'ego. Urządzenia działa dzięki temu, że jedna jego część została przemieszczona z ogromną prędkością i dzięki dylatacji czasu pokonuje 1500 lat czasu według zewnętrznego obserwatora i 100 lat czasu lokalnego. Druga część Złącza pozostała na orbicie Jowisza.
Zanim Qaxowie zniszczyli bramę, z Ziemi startuje Ziemiostatek (wielki kawał ziemi, na którym znajduje się Stonehenge) wykonany przez Przyjaciół Wignera i przemieszcza się w czasie 1500 lat wstecz, do czasów sprzed okupacji.
Na Ziemiostatek dostaje się Miriam Berg, jedna z członków załogi Cauchy'ego. Przyjaciele Wignera zamierzają za pomocą czarnych dziur (a dokładniej dokładnie określonych parametrów osobliwości) zniszczyć Jowisza w celu przekazania informacji o istnieniu ludzi Ostatecznemu Obserwatorowi. Jest to byt znajdujący się w czasopodobnej nieskończoności, który według nich ma urzeczywistnić najlepszą z realizacji funkcji kwantowych.
Przyjaciele Wignera po przejściu przez portal nie powiadamiają nikogo o swoich planach. Zaniepokojona Miriam Berg powiadamia swojego przyjaciela, twórcę projektu Złącze, Michaela Poole'a.
Qax (gubernator Ziemi) zaniepokojony buntem buduje z pomocą Jasofta Parza kolny tunel czasoprzestrzenny dostosowany do rozmiarów splinów i prowadzący do przyszłości, aby poradzić się swoich bardziej, jak mniema, rozwiniętych potomków. Przybyły z przyszłości qax zabija gubernatora za to, że  dopuścił do buntu ludzi. Zabiera ze sobą Jasofta Parza, żeby był świadkiem zniszczenia ludzkości i razem (używając dwóch splinów) przenoszą się w dalszą przeszłość do czasu, w którym są Przyjaciele Wignera i konstruktor pierwszego złącza. Podczas podróży qax opowiada Parzowi, że jeden z ludzi (Jim Bolder) podstępem zniszczył jego macierzystą gwiazdę za pomocą gwizdołamaczy.

### Obrona Ziemi
Michael Poole na statku Krab Pustelnik wraca (za namową wirtuala ojca – Harry'ego) z obłoku Oorta tuż przed przybyciem qax z przyszłości. Michael porywa Shire (jedna z przyjaciół Wignera). Następnie unieszkodliwia jeden ze splinów dzięki pomocy znajdującego się w oku pojazdu Jasofta Parza. Drugi zostaje zniszczony przez Jaara (jedne z przyjaciół Wignera) dzięki staraniom Miriam Berg.

### Odległa przyszłość
Harry podłącza się do układów sterujących uszkodzonego przez Michaela Poole'a splina. Wlatują do tunelu czasoprzestrzennego, uruchamiają silnik superprzestrzenny, co niszczy złącze i wirtuala Harry'ego. Michael Poole przeżywa, ale przenosi się 5 000 000 lat w przyszłość, gdzie gwiazdy są prawie wygasłe. Jedyną świadomością jest "anty-Xeelee", który czyni Michaela Poole'a bezcielesnym. W tej formie Poole przemierza wszechświat tracąc swoje człowieczeństwo. W pewnej chwili odkrywa przezroczysty tetraedr, w którym dostrzega pierwotnego człowieka, co staje się nowym początkiem czasu.